# 920-е годы
920-е (девятьсо́т двадца́тые) го́ды по юлианскому календарю — промежуток времени с 1 января 920 года по 31 декабря 929 года, включающий 920 год 2-го десятилетия   и с 921 по 929 годы    3-го десятилетия X века 1-го тысячелетия.  Они закончились 1096 лет назад.

## Важнейшие события
- Королевство Хорватия (925—1102).
- Кордовский халифат[1][2][3][4] (929—1031).
- Дитрих Фризский отвоёвывает у норманнов землю между Рейном и Амстелом и основывает там графство Голландия.
- Король Германии Генрих I Саксонский по прозванию Птицелов терпит поражение от венгров (924) и вынужден платить им дань.
- Король Англии Эдуард Старший присоединяет к своей державе Эссекс и Восточную Англию.
- Посольство Аббасидского халифата прибыло в Волжскую Булгарию (922; Ибн Фадлан; Алмуш).
- Военные действия известного по еврейским источникам русского «воеводы Олега» (Хельгу) против Керчи.